# Authoison
Authoison är en kommun i departementet Haute-Saône i regionen Bourgogne-Franche-Comté i östra Frankrike. Kommunen ligger i kantonen Montbozon som tillhör arrondissementet Vesoul. År 2022 hade Authoison 314 invånare.

## Befolkningsutveckling
Antalet invånare i kommunen Authoison
| Referens: INSEE |